# Melophorus insularis
Melophorus insularis är en myrart som beskrevs av Wheeler 1934. Melophorus insularis ingår i släktet Melophorus och familjen myror. Inga underarter finns listade i Catalogue of Life.